# اسید رودیزونیک
اسید رودیزونیک (به انگلیسی: Rhodizonic acid) با فرمول شیمیایی C۶H۲O۶ یک ترکیب شیمیایی است. 